# Thecla mirma
Thecla mirma är en fjärilsart som beskrevs av William Chapman Hewitson 1878. Thecla mirma ingår i släktet Thecla och familjen juvelvingar. Inga underarter finns listade i Catalogue of Life.